# بولج (دهکده)
دهکدهٔ بولج (به انگلیسی: Boulge) یک دهکده و محله‌ای مسکونی در منطقهٔ سافک ساحلی در استان سافک، در انگلستان است.
این دهکده حدود ۵ کیلومتر (۳ مایل) در شمال وودبریج و نزدیک به ۱۳۲ کیلومتر فاصله از لندن قرار گرفته‌است.
آرامگاه شاعر و نویسندهٔ محلی آن ادوارد فیتزجرالد که معروف‌ترین کار او ترجمهٔ رباعیات عمر خیام بوده‌است در کلیسای بولج (کلیسای میکائیل مقدس) در همسایگی تالار بولج که زمانی خانهٔ ادوارد فیتزجرالد بوده قرار دارد.

## تالار بولج
تالار بولج که ساختمان بزرگ و مجللی بود در سال ۱۸۰۱ میلادی توسط جان فیتزجرالد؛ پدربزرگ مادری ادوارد فیتزجرالد، برای دخترش مری و همسر او جان پرسل (بعدها جان فیتزجرالد) که به تازگی ازدواج کرده بودند خریداری شد. این زوج جوان پدر و مادر ادوارد فیتزجرالد هستند.
خرید این بنا مشروط بر این بود که فروشندهٔ سال‌خوردهٔ آن، تا پایان عمر خود در بنای تالار بولج بماند و زندگی کند. بنابرین، زوج جوان به‌طور موقت در خانهٔ دیگری در وودبریج زندگی کردند و بالاخره پس از ۳۵ سال به تالار بولج نقل مکان کردند. ادوارد خود از سال ۱۸۳۵ در خانه‌ای که در زمین‌های تالار ساخته بودند زندگی کرد. ادوارد تا سال ۱۸۵۳ زمانی که تالار در سال پیش از آن به یکی از برادران بزرگترش به ارث رسیده بود در آنجا زندگی کرد. او در این مدت به ندرت فضای آرام زندگی در بولج را ترک کرد و هیچگاه بیشتر از دو هفته از آنجا دور نماند.

## آرامگاه
با این که زندگی ادوارد فیتزجرالد در اقامتگاه او در وودبریج پایان گرفت آرامگاه ابدی او در بولج است؛ جایی که او بیشترین زمان زندگیش را در آنجا گذرانده بود.